# 琳达·森布兰特
琳达·森布兰特（瑞典語：Linda Sembrant，1987年5月15日—），瑞典女子足球运动员。她曾代表瑞典参加2012年和2016年夏季奥林匹克运动会足球比赛，其中2016年奥运会获得一枚银牌。